# Zakon św. Jerzego z Alfamy

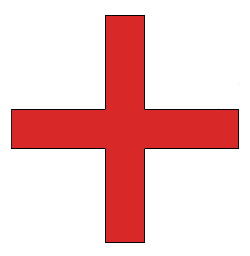
Symbol zakonu

Zakon św. Jerzego z Alfamy został założony przez króla Aragonii Piotra II w 1201 jako religijny zakon rycerski dla uhonorowania św. Piotra Apostoła, patrona królewskiego oraz dla uczczenia zwycięstwa nad Maurami. Główna siedziba zakonu mieściła się na zamku w Alfamie. Zakon miał regułę augustiańską, lecz została ona zatwierdzona przez papieża dopiero w 1363. W tym momencie zakon liczył 6 członków. W 1399 połączył się z zakonem z Montesy.

## Lista mistrzów Zakonu św. Jerzego z Alfamy
- Juan de Almenara (1201–1213)
- Guillém Auger (1225)
- Guillém de Cardona (1229)
- Guerau de Prat (1233–1238)
- Arnau de Castellvell (1244–1254)
- Ramón de la Guardia (1286)
- Bernat Gros (1288–1303)
- Domingo de Beri (1306)
- Pere Guacs (1307–1312)
- Jaume de Tarrega (1317–1327)
- Pere Guacs (1327–1331)
- Guillém Vidal (1337–1339)
- Humbert Sescort (1341–1355)
- Guillém Castel (1365–1385)
- Cristóbal Gómez (1387–1394)
- Francesc Ripollés (1394–1399)